# زرشک تایوان
زرشک تایوان (نام علمی: Berberis hayatana) نام یک گونه از سرده زرشک است.